# Zemaljski Vladar
Prema kineskoj mitologiji, Zemaljski Vladar (地皇, Dìhuáng) bio je vladar drevne Kine nakon Panguova vremena te jedan od Trojice Uzvišenih.
U Shijiju, Zemaljski Vladar je opisan kao Kralj vatre (火德王, Huǒdéwáng), koji je imao 11 glava. Imao je 10 braće, a vladao je 11 tisuća godina. Kad je rođen, svijet je bio u kaosu. Te godine, Sunce i Mjesec, nastali iz Panguovih očiju, kao i zvijezde, nisu se mogli kretati pravilno, zbog čega je došlo do „dana bez sunca” i do „pada zvijezda”. Ipak, svojom moći, Zemaljski Vladar je uveo red, učinivši da se Sunce i Mjesec kreću pravilno. Također, stvorio je planine Xióng'ĕr i Lóngmén. 
Naslijedio ga je Ljudski Vladar.